# Municipio de Santa Catarina Juquila
El municipio de Santa Catarina Juquila es uno de los 570 municipios en que se encuentra dividido el estado mexicano de Oaxaca y que se encuentra localizado en la zona sur del mismo. Su cabecera es Santa Catarina Juquila.

## Geografía

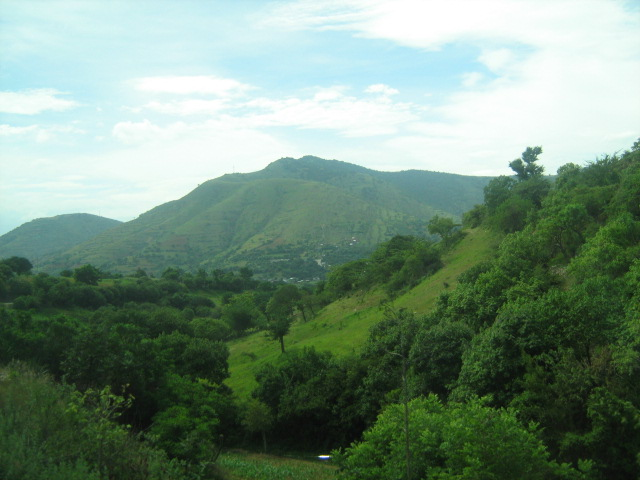
Entorno de Santa Catarina Juquila

El municipio de Santa Catarina Juquila se encuentra localizado en la región Costa y en el distrito de Juquila, al sur del estado. Tiene una extensión territorial de 639.995 kilómetros cuadrados que equivalen al 0.67 % de la extensión total del estado, siendo sus coordenadas extremas 15°57′ - 16°24′ de latitud norte y 97°8′ - 97°26′ de longitud oeste y su altitud fluctúa entre un máximo de 2600 y un mínimo de 0 metros sobre el nivel del mar.
Limita al norte con el municipio de Santiago Minas, al noreste con el municipio de Villa Sola de Vega y con el municipio de San Pedro Juchatengo; al este con el municipio de San Juan Lachao, el municipio de Santiago Yaitepec y el municipio de Santos Reyes Nopala; al sur y suroeste el límite corresponde al municipio de Villa de Tututepec de Melchor Ocampo y al oeste con el municipio de San Miguel Panixtlahuaca y el municipio de San Juan Quiahije.

## Demografía
La población total del municipio de acuerdo con el Censo de Población y Vivienda realizado en 2010 por el Instituto Nacional de Estadística y Geografía, es de 14 710 habitantes, de los que _ son hombres y _ son mujeres.
La densidad de población asciende a un total de 22.98 personas por kilómetro cuadrado.

### Localidades
El municipio se encuentra formado por 66 localidades, las principales y su población de acuerdo al censo de 2010 son:
| Localidad                              | Población (2010) |
| -------------------------------------- | ---------------- |
| Santa Catarina Juquila                 | 6220             |
| San José Ixtápam                       | 1365             |
| San Marcos Zacatepec                   | 1034             |
| Santa María Yolotepec                  | 957              |
| Ampliación Barrio Grande y la Asunción | 658              |
| Total municipio                        | 14 710           |

## Política
El gobierno de Santa Catarina Juquila corresponde al ayuntamiento, éste es electo por el principio de partidos políticos, vigente en 146 municipios de Oaxaca, a diferencia del sistema de usos y costumbres vigente en los restantes 424, por tanto su elección es como en todos los municipios mexicanos, por sufragio directo, universal y secreto para un periodo de tres años renovables por un periodo inmediato, el periodo constitucional comienza el día 1 de enero del año siguiente a su elección. El Ayuntamiento se integra por el presidente municipal, un Síndico y un cabildo formado por seis regidores.

### Representación legislativa
Para la elección de diputados locales al Congreso de Oaxaca y de diputados federales a la Cámara de Diputados federal, el municipio de Santa Catarina Juquila se encuentra integrado en los siguientes distritos electorales:
Local:
- Distrito electoral local de 23 de Oaxaca con cabecera en San Pedro Mixtepec.[4]

Federal:
- Distrito electoral federal 9 de Oaxaca con cabecera en Puerto Escondido.[5]

### Presidentes municipales
- (2008 - 2010): Galindo Cruz Cruz
- (2011 - 2013): María Magdalena Melgar Damián suplente del electo Joaquín Cortés López, fallecido antes de tomar posesión.[6]
- (2014 - 2016): Manuel Rafael León Sánchez
- (2017 - 2018): Francisco Zárate Pacheco
- (2019 - 2021): Francisco Zárate Pacheco